# Leon B. Landowski
Leon Bernard Landowski (Śliwice, toen heette het nog: Schliewitz, 1942 – 1995) was een Pools componist, muziekpedagoog en dirigent.

## Levensloop
Landowski studeerde aan de Ignacy Jan Paderewski Muziekacademie (Pools: Akademia Muzyczna im. Ignacego Paderewskiego w Poznaniu) in Poznań en behaalde zijn diploma in muziekonderwijs in 1967. Vervolgens studeerde hij bij Andrzej Koszewski compositie en behaalde zijn diploma in 1971. Daarnaar werkte hij in Poznań bij de publieke Telewizja Polska (TVP Poznań) als muziekredacteur voor het muziekprogramma (1971-1977). Vervolgens was hij docent aan de Ignacy Jan Paderewski Muziekacademie in Poznań.
In Poznań werkte hij ook als dirigent van het jeugdharmonieorkest "Parade", dat bij het cultuurpaleis repeteerde. 
Als componist schreef hij werken voor blaasorkest, orkest, koor en kamermuziek. Hij won verschillende prijzen op nationale compositiewedstrijden, vooral voor werken voor harmonieorkest. In 1979 won hij de  eerste prijs bij de compositiewedstrijd Bolero alla pollacca georganiseerd door de "Naczelnej Redakcji PRiTV". Verder won hij tijdens de compositiewedstrijd georganiseerd door de culturele vereniging van Toruń (Toruńskiego Towarzystwa Kulturalnego) ter gelegenheid van 750-jaarviering in 1982 voor zijn werk Krakowiaka (Krakowiak) een 1e prijs en met zijn mars Wiwat een 3e prijs. 
In zijn geboortestad werd na zijn overlijden in 1995 een blaasorkestenfestival naar hem vernoemd Festiwal Orkiestr Dętych OSP Leon B. Landowski.

## Composities

### Werken voor orkest
- 1994 Concertino - dla młodego pianisty (Concertino - voor een jonge pianist), voor piano en strijkorkest
- Dimorphos, voor strijkorkest en slagwerk
- Introwersje (Introversion), concert voor contrabas en strijkorkest
- Trigonon, voor concerterende instrumenten en orkest

### Werken voor harmonieorkest of brassband
- 1982 Dwa tańce polskie (Twee Poolse dansen)
  1. Polonez (Polonaise)
  2. Krakowiak
- 1982 Marsz Wiwat[1]
- 1985 Od Tatr do Bałtyku (Van het Tatragebergte naar de Oostzee), suite van marsen en liederen
- 1986 Wiedeńska odsiecz, mars ter ere van koning Jan III Sobieski
- 1988 Bezwietrzny dzień (Rustige dag), voor trompet en harmonieorkest
- 1988 Marsze Eskadra i Ułański Szyk (Mars van het Ulanen Eskadron)
- 1989 Kujawiak - U Sabiny
- Ballada żołnierska (Ballade van de soldaat)
- Chorały (Koralen), voor harmonieorkest
- Dziecięcy pochód
- Fantazja na puzon i orkiestrę dętą (Fantasie), voor trombone en harmonieorkest
- Impromptu - in memoriam Antonín Dvořák
- Koncert fortepianowy (Concert), voor piano en harmonieorkest
- Mała Parada (Kinderen Parade)
- Marsz Do-mi-sol (C-e-g mars)
- Marsz Choreograficzny (Choreografische mars)
- Marsz Wiedeńska Odsiecz
- Muz. Adam Skorupka, Hałaśliwa kaskada, samba voor harmonieorkest
- Muz. Stanisław Trzeciak - Od sąsiada do sąsiada
  1. Oberek
  2. Polka
  3. Kujawiak
  4. Walc (wals)
- Od Bacha do Czajkowskiego (Van Bach tot Tsjaikovski), selectie met klassieke melodieën
- Ostatnia szarża - bewerkt door Janusz Szewczyk
- Suita Łowicka
- Taniec boraków (Boraków dans)
- Tryptyk pomorski (Drieluik Pommeren), voor groot harmonieorkest
- Współczesne melodie żołnierskie (Selectie van hedendaagse soldatenliederen)

### Vocale muziek

#### Werken voor koor
- Came et bruit, voor gemengd koor
- Rozarium, voor gemengd koor
- Wokaliza (Vocalise), voor gemengd koor

### Werken voor piano
- Temat z wariacjami (Thema met variaties)